# Mikropyle (zoologia)
Mikropyle – por w błonie, pokrywający komórkę jajową, do której dostaje się nasienie. Mikropyle można znaleźć również w sporozoitach niektórych digenetycznych organizmów (ang. digenetic organisms), np. zarodźców. Mikropyle znajduje się w przedniej części komórki. Nad mikropylem znajduje się wieczko biegunowe.